# Temescal Valley
Temescal Valley ist ein Census-designated place im Riverside County im US-Bundesstaat Kalifornien. Das U.S. Census Bureau hat bei der Volkszählung 2020 eine Einwohnerzahl von 26.232 ermittelt.

## Geografie
Temescal Valley liegt im Westen des Riverside Countys in Kalifornien an der Interstate 15 zwischen Corona und Lake Elsinore. Der Ort wird vom Temescal Wash durchflossen.
Mit einer Fläche von ungefähr 50,1 km², die sich fast vollständig aus Land zusammensetzt, beträgt die Bevölkerungsdichte 525 Einwohner pro Quadratkilometer. Das Ortszentrum liegt auf einer Höhe von 349 Metern.

## Geschichte

### Rancho Temescal
Der heutige Ort Temescal Valley ist nach der ehemaligen Rancho Temescal benannt, die von Leandro Serrano gegründet wurde. Serrano erhielt die Erlaubnis, die Rancho, die auf Gebiet der Mission San Luis Rey de Francia stand, zu bewohnen. Im Jahr 1818 oder 1819 nahm er das Anwesen durch eine Übereignung des Gouverneurs von Alta California, José María de Echeandía, in Besitz. Das Serrano Boulder markiert den Ort, an dem Leandro Serrano im Jahr 1824 das erste Haus errichtete. Heute ist es als California Historical Landmark eingetragen. Serranos Land erstreckte sich im Temescal Valley und lag südlich der heutigen Großstadt Corona; es umfasste außerdem El Cerrito und den Lee Lake. Die Familie Serrano verlor im Jahr 1866 in einem Gerichtsverfahren ihr Land, das schon 1855 von illegalen Siedlern besetzt worden war.

### Station an der Butterfield Overland Route
Im Jahr 1857 wurde die Temescal Station als Haltepunkt an der Strecke der Butterfield Overland Mail gegründet. Sie lag acht Kilometer nördlich von Temescal Hot Springs, sechzehn Kilometer nördlich der Station Rancho La Laguna und 32 Kilometer südlich der Station Rancho Santa Ana del Chino. Die Temescal Station war am Fuß der Temescal Hills angesiedelt und wurde als großartiger, windgeschützter Lagerplatz mit reichlich Holz- und Wasservorkommen beschrieben. Um diesen Ort herum wuchs in den nächsten Jahrzehnten die Siedlung Temescal. Bis 1860 entstand mit Greenwade's Place im Temescal Canyon, fünf Kilometer nördlich der Station, ein Wahllokal des südwestlichen San Bernardino Countys, dem die Region bis zur Gründung des Riverside Countys im Jahr 1893 angehörte. Als der Betrieb an der Butterfield Overland Mail Route im Jahr 1861 während des Amerikanischen Bürgerkriegs zum Erliegen kam, wurde die Temescal Station vom 12. Februar bis zum 12. November als Postamt genutzt.
1866 wurde der Temescal School District gebildet, der fünfte Schulbezirk im San Bernardino County. Das Schulgebäude war bis 1889 in Betrieb, ehe es im frühen 20. Jahrhundert durch einen neuen Bau ersetzt wurde. In den 1870er Jahren begannen Obstgärten und Bienenstöcke die bisher dominierenden Rind- und Schaffarmen zu verdrängen. Zu Beginn des Jahrzehnts wurden erstmals Bienenstöcke in der Gemeinde angelegt. Sie wurden später zu einer wichtigen Einnahmequelle für die lokale Wirtschaft. Am 29. Oktober 1874 erhielt Temescal zum zweiten Mal in seiner Geschichte ein Postamt.

### Zinnmine
Schon im Jahr 1856 war der Händler Abel Stearns überzeugt, dass das Gebiet der damaligen Rancho über Zinnerzvorkommen verfügt, weshalb er Anteilseigner der Rancho wurde. Nach der Trockenzeit von 1862 bis 1864 verkaufte er für 100.000 US-Dollar seine Anteile wieder, obwohl die Zinnmine östlich von Temescal selbst erst im Jahr 1866 entstand, als die Familie Serrano die Rancho durch ein Gerichtsurteil verlor. Bis 1869 wurde in Temescal Zinn abgebaut. Die Minen wurden danach nicht mehr ausgebaut, da die Besitzrechte am Land bis zu einem Urteil des Supreme Courts im Jahr 1888 unklar blieben.
Nach dem Entscheid untersuchten Experten aus England die Zinnmine. Aufgrund ihrer positiven Berichte wurde am 24. Juli 1890 in London die "California Mining and Smelting Company" gegründet. Auch in das neu gebildete Unternehmen "San Jacinto Estate, Limited" investierten prominente Anleger aus London. Die Zinnmine wurde auf die Rancho San Jacinto Sobrante verlegt und nach ihrer Eröffnung zwei Jahre lang betrieben. Durch den Zustrom an Minenarbeitern wuchs Temescal. Bis Juli 1892 wurden in Temescal 136 Tonnen Zinn produziert. Die erste Schiffladung erreichte New York am 30. März 1892, jedoch blieb es die letzte, da die Mine innerhalb desselben Jahres geschlossen wurde. Geldbringende Ausrüstung und Maschinen wurden verkauft, und die Mine wurde seitdem nicht wieder betrieben.

### Abstieg
Im Mai 1886 wurde die "South Riverside Land and Water Company" gegründet; ihr prominentestes Mitglied war der ehemalige Gouverneur von Iowa, Samuel Merrill. Das Unternehmen verstand sich als Organisation von Zitrusfruchtpflanzern und kaufte Bernardo Yorba seine Rancho La Sierra ab, ebenso erweiterte es die Rancho Temescal und die Siedlung South Riverside. Des Weiteren wurden die Wasserrechte des Temescal Wash, seiner Nebenflüsse und die des Lee Lakes an das Unternehmen vergeben. Mithilfe von Staudämmen und Pipelines wurde das Wasser in die neuen Siedlungen geleitet. Im Jahr 1889 wurde mit der "Temescal Water Company" ein weiteres Unternehmen für die Wasserversorgung gegründet. Es erwarb das gesamte wasserbedeckte Land im Temescal Valley und ließ Artesische Brunnen bohren. Auf das erste Grundwasser stießen die Arbeiter in 90 Metern Tiefe, an die Oberfläche gelangte es durch Pumpwerke. Mit der Zeit wurde das gesamte Wasser des Temescal Washs und Coldwater Creeks in Pipelines umgeleitet, sodass die Quellen und Sümpfe entwässert wurden und das Tal in der Folge trocken und trostlos wurde. Die Farmen und Obstgärten im zentralen Tal wurden aufgegeben, auch die alten Lehmziegelhäuser an der Stage Route zerfielen und verschwanden letztlich ganz. Am 30. November 1901 wurde das Postamt von Temescal geschlossen, seitdem gehört der Ort zum Postamt der Stadt Corona.

## Politik
Temescal Valley ist Teil des 28. Distrikts im Senat von Kalifornien, der momentan vom Demokraten Ted W. Lieu vertreten wird. In der California State Assembly ist der Ort dem 67. Distrikt zugeordnet und wird somit von der Republikanerin Melissa Melendez vertreten. Auf Bundesebene gehört Temescal Valley Kaliforniens 42. Kongresswahlbezirk an, der einen Cook Partisan Voting Index von R+10 hat und vom Republikaner Ken Calvert vertreten wird.